# Prova

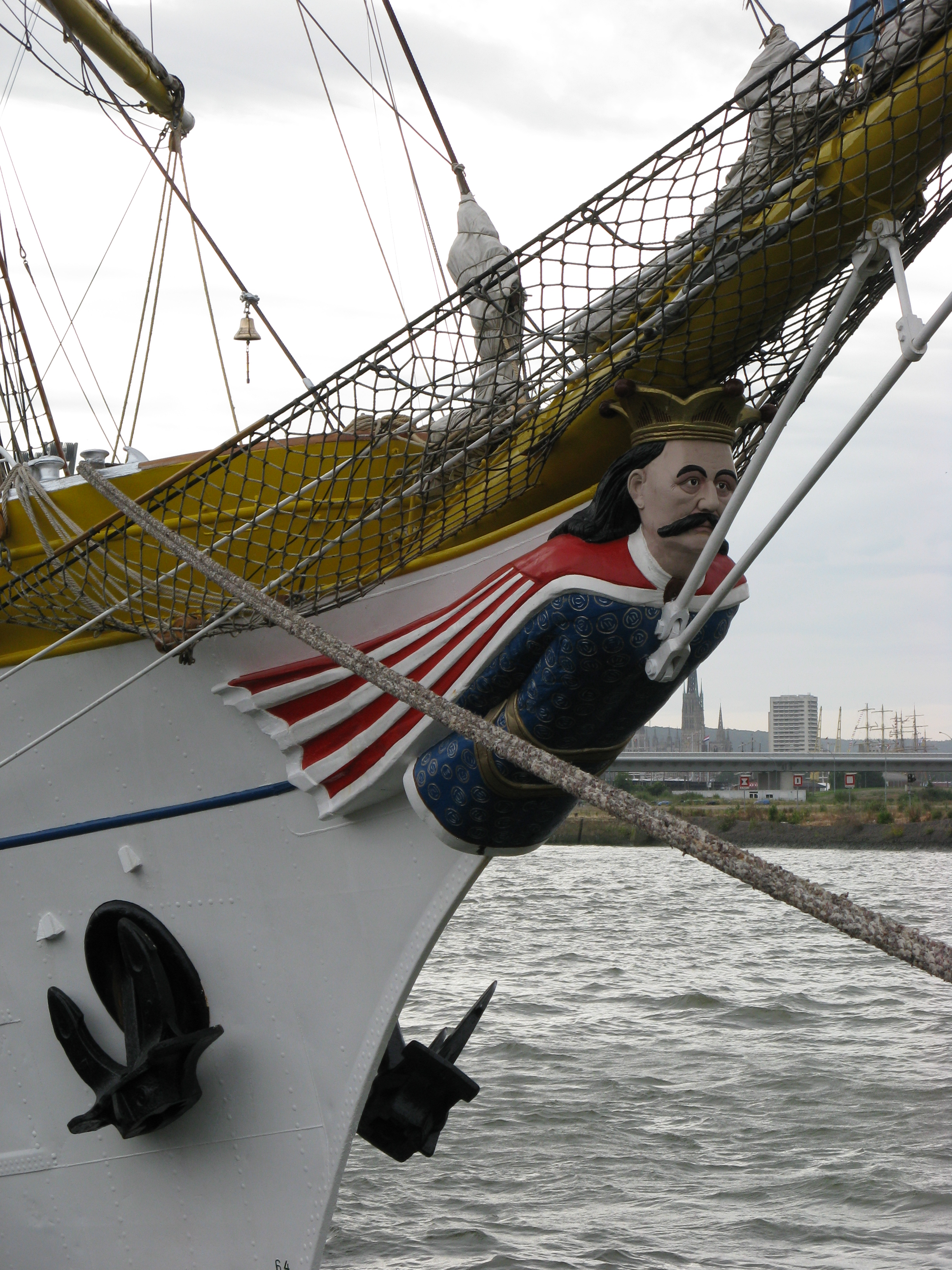
Figura de galion la prova Bricului Mircea

Cuvântul prova, cu varianta proră, are două semnificații:
1. Partea din față a corpului navei și în mod special bordurile deasupra liniei de plutire, în fața castelului central, între etravă și coasta de la care începe porțiunea cilindrică a navei. 
2. Direcția de orientare pe navă, care indică partea din față a acesteia.

## Tipuri de prova
Principalele tipuri de provă sunt următoarele:
- prova ascuțită, denumită și prova fină, este un tip de provă de navă cu forme fine, al cărui unghi de ascuțime este mic. Secțiunile transversale prova se evazează deasupra liniei de plutire, spre a permite ridicarea provei pe valuri și a avantaja viteza.

- prova cu bulb este un tip de provă de navă ale cărei coaste, din zona imersă a piciorului etravei până la îmbinarea cu chila, au o formă bombată. Caracterul bulbiform al provei oferă navei condiții mai bune de guvernare pe valuri mari și evită afundarea exagerată a provei. În construcțiile moderne este din ce în ce mai des folosită, în special la cargourile pentru mărfuri generale cu viteze de marș peste 20 Nd și la navele de mare capacitate pentru mărfuri în vrac, inclusiv petroliere, care execută curse în balast, la înapoiere.

- prova de spărgător, denumită și prova Maier, este o formă de provă de navă caracterizată printr-o înclinare bruscă a etravei, care face cu orizontala un unghi de 20° - 30°. Consecința este o scădere simțitoare a rezistenței de înaintare datorită valului de prova care se formează în dimensiuni mai mici. Navele spărgătoare de gheață au prova profilată în formă Maier (provă „sanie") cu scopul de a călca stratul compact de gheață și a-l sparge apoi sub greutatea proprie a navei.

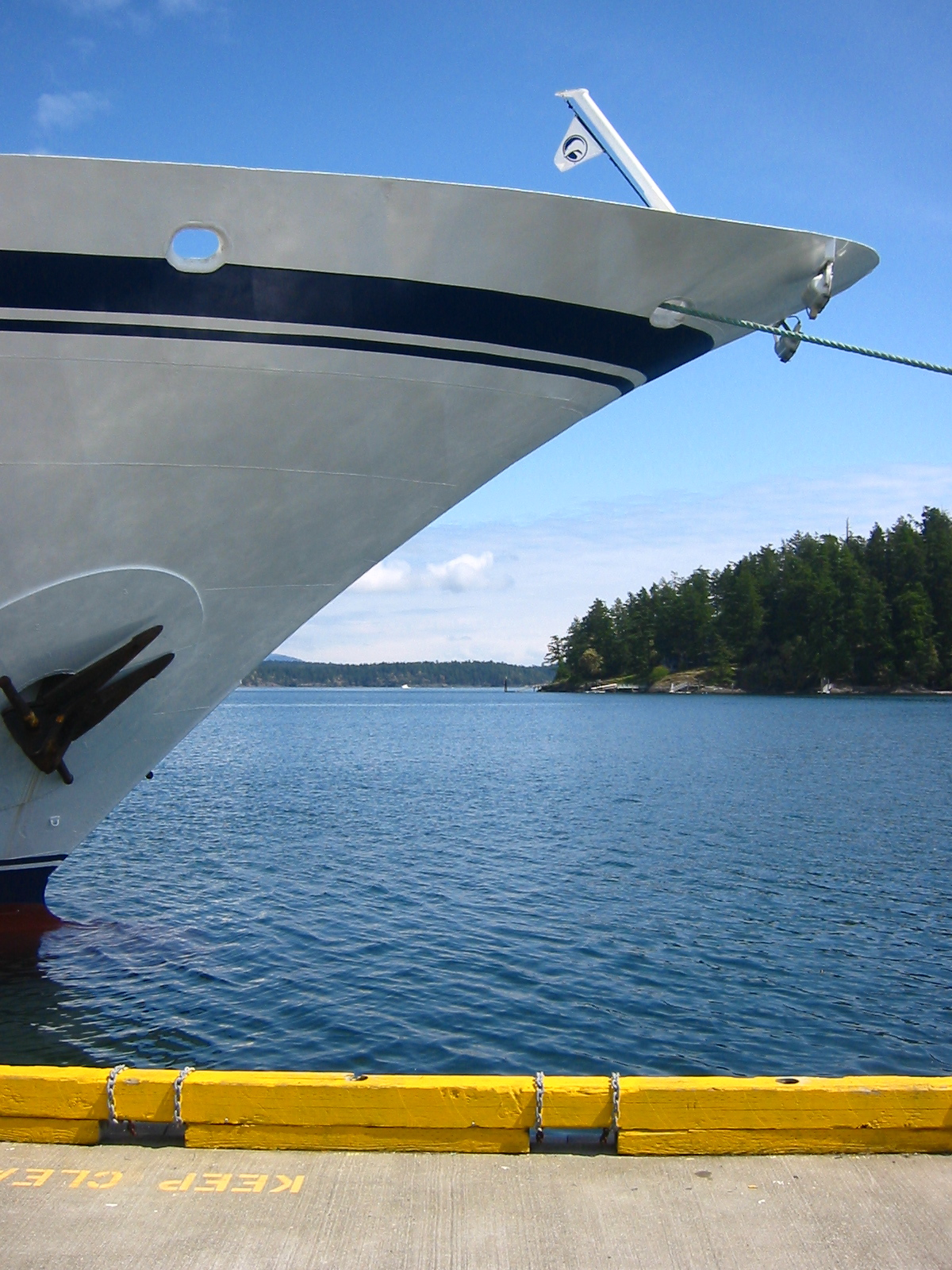
Prova unei nave
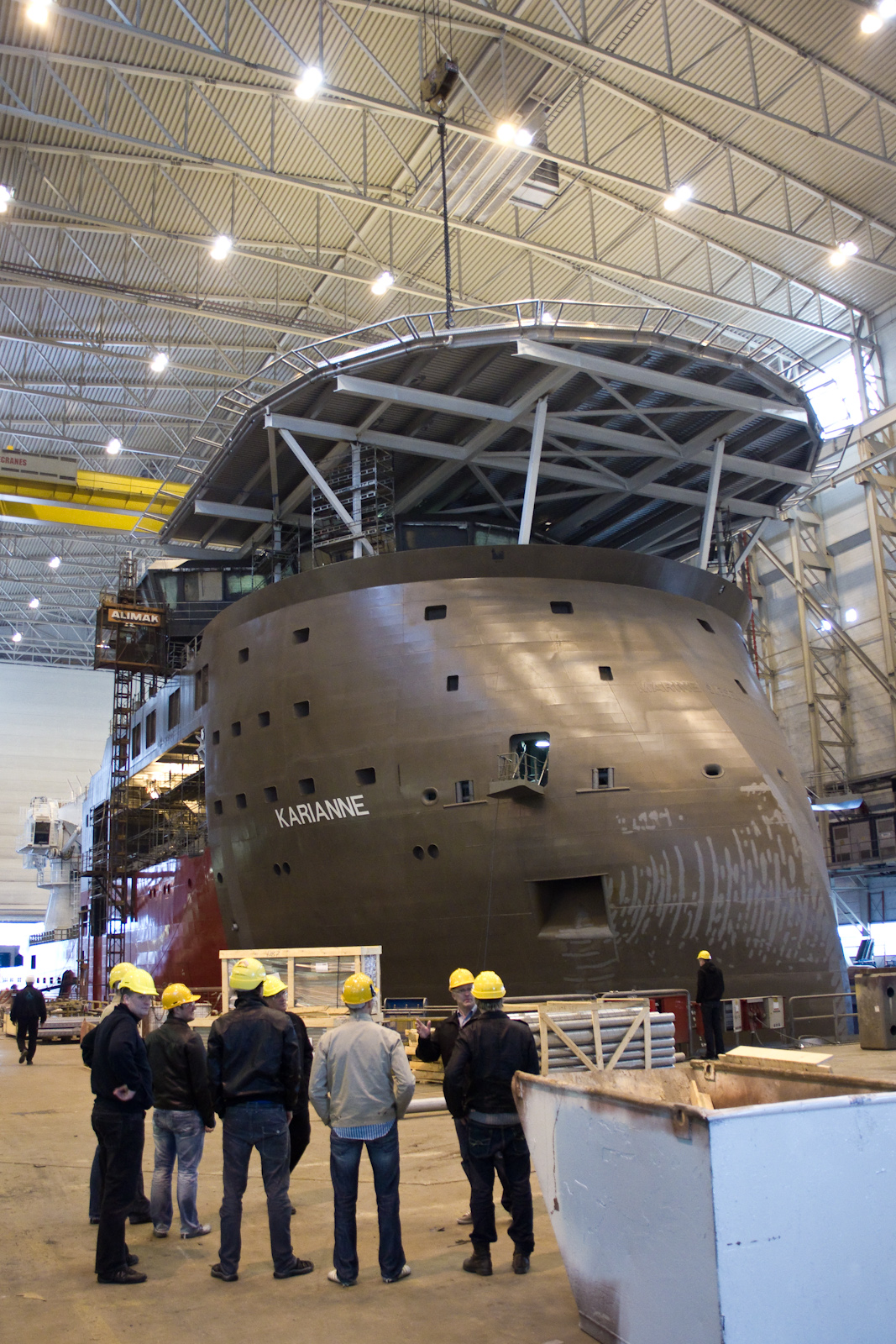
Prova inversată
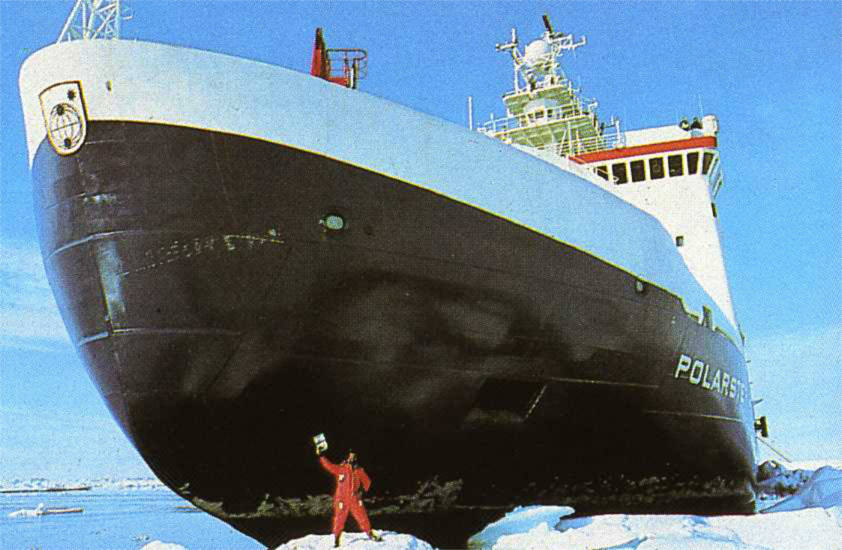
Prova unui spărgător de gheaţă
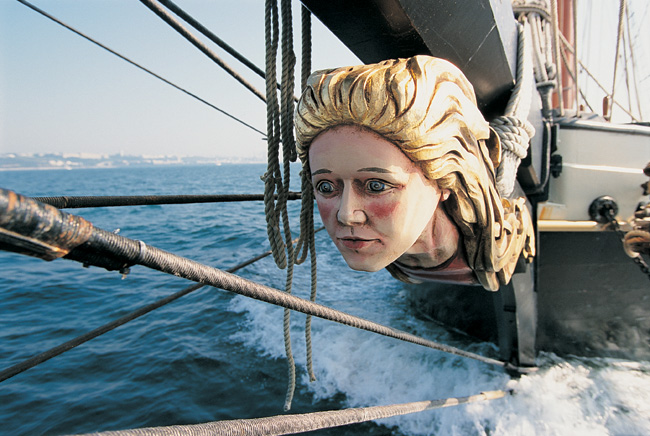
Figura de galion la prova La Recouvrance
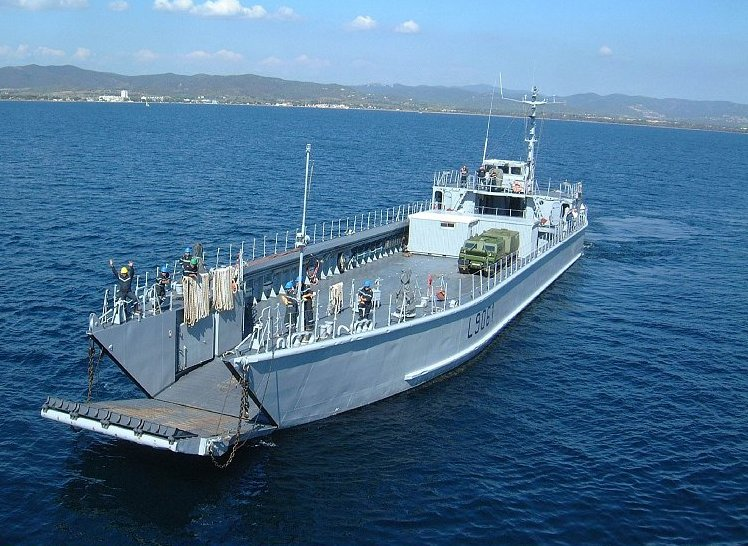
Prova şalandei/barjei de debarcare Rapière (CDIC) Marina Franceză
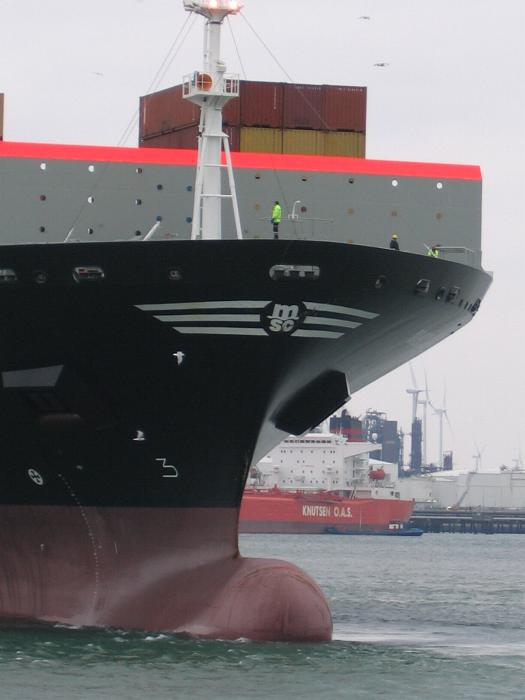
Prova unui cargo
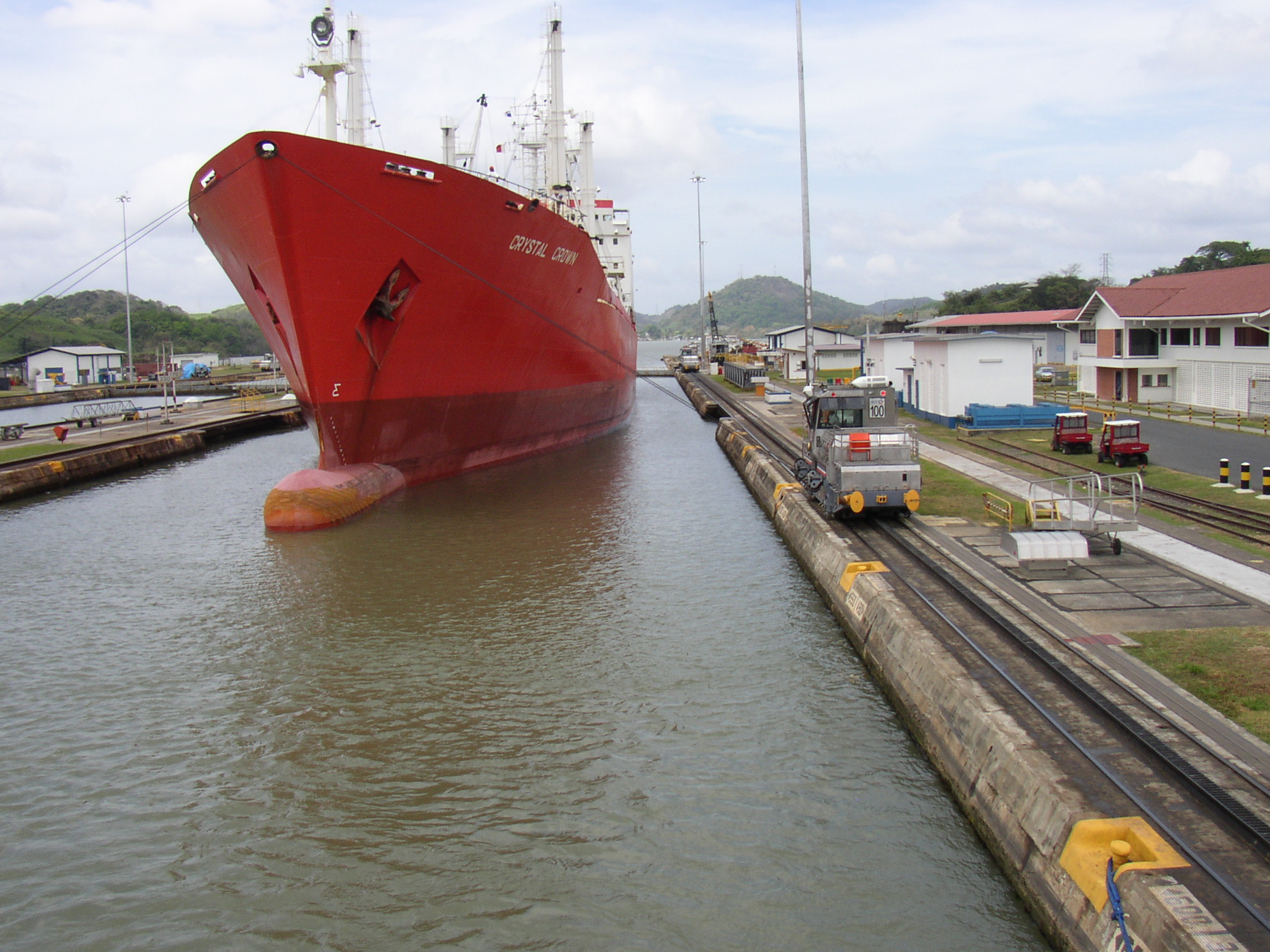
Prova unei nave